# Свештари
Свешта́ри (болг. Свещари) — село в Разградській області Болгарії. Входить до складу общини Ісперих.

## Населення
За даними перепису населення 2011 року у селі проживали 645 осіб.
Національний склад населення села:
| Національність   | Кількість осіб | Відсоток |
| ---------------- | -------------- | -------- |
| турки            | 486            | 76,7%    |
| болгари          | 144            | 22,7%    |
| цигани           | 0              | 0%       |
| інша             | 4              | 0,6%     |
| не визначились   | 0              | 0%       |
| Всього відповіли | 634            |          |

Розподіл населення за віком у 2011 році:
Динаміка населення: